# Modélisme d'arsenal
 (juillet 2024).
- Si vous ne connaissez pas le sujet, laissez ce bandeau (vous pouvez alors contacter les auteurs).
- Si vous supprimez le contenu mis en cause (vous pouvez préalablement contacter les auteurs),

argumentez précisément cette suppression dans la page de discussion
(un manque de référence n'est pas un argument ; une recherche réelle de référence doit avoir été effectuée, être formellement documentée).

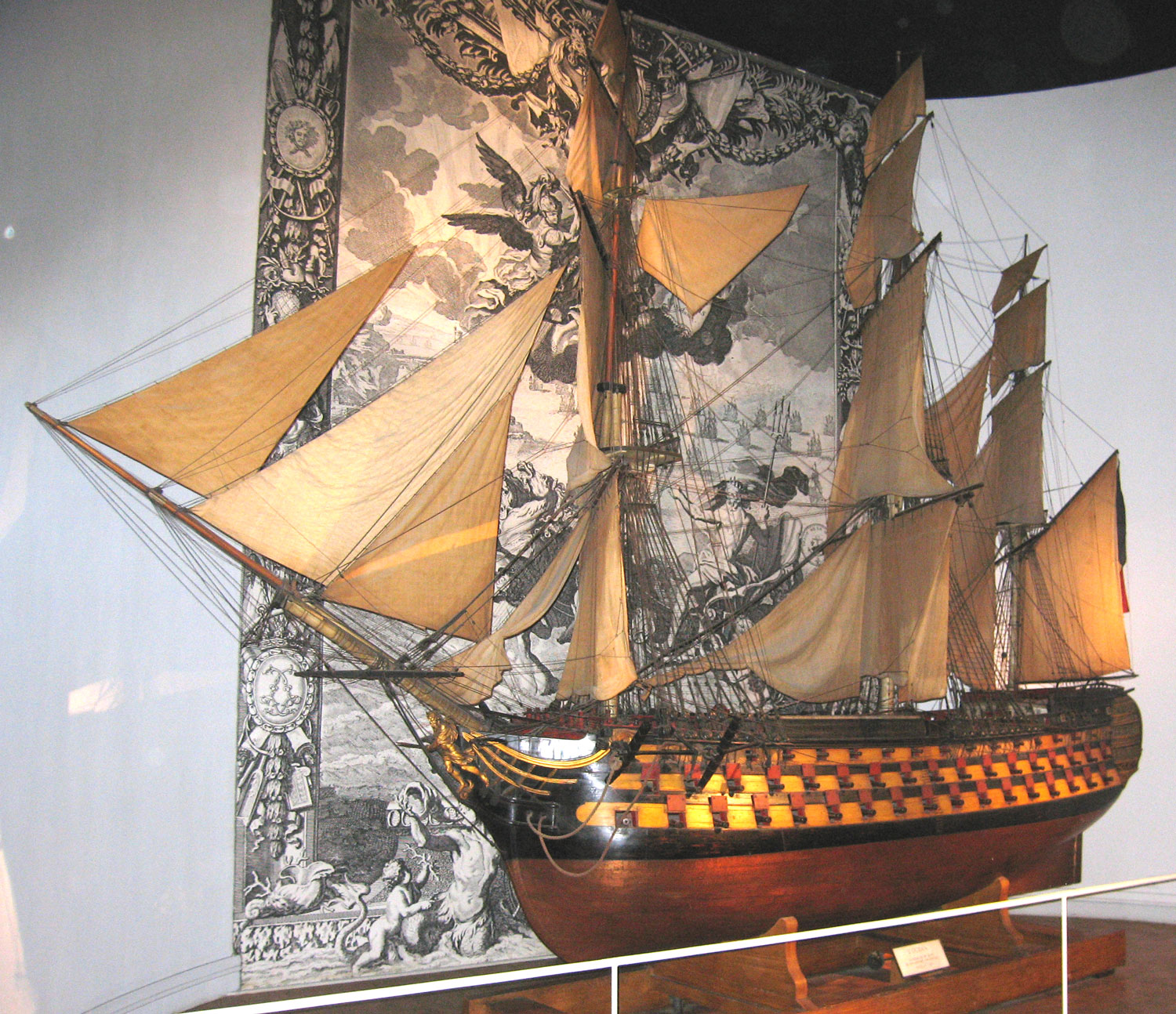
Modèle d'arsenal exposé au Musée national de la Marine.

Le modélisme d'arsenal est une activité de loisir, qui consiste à construire un modèle à échelle réduite des navires anciens en bois, principalement de l'époque du XVIIe et du XVIIIe siècle, à partir de monographies.
Considéré, du point de vue « modélisme », comme le sommet de l'art, le modélisme d'arsenal oblige le modéliste à respecter dans les moindres détails non seulement l'apparence extérieure du navire, mais également les méthodes de construction des différents éléments constituants le navire : charpente, vaigrage, aménagement intérieur, gréement, en allant jusqu'à reproduire les techniques et artifices de montage et d'assemblage du modèle d'origine, tels que mortaises et tenons, encastrements des pièces, goujons et goupilles, calfatage des ponts, fourrage des cordages…
Le modéliste d'arsenal trouve son plaisir dans la fabrication, au plus près du modèle d'origine, de toutes les pièces entrant dans la composition de son modèle, allant jusqu'à débiter son propre bois à partir de rondins, et fabriquant lui-même ses cordages aux diamètres adéquats.
Cette activité nécessite de rechercher des sources d'information fiables dans les archives locales, régionales, nationales et internationales. Certains auteurs publient des monographies très complètes de navires anciens. De nombreux sites et forums sur internet traitent du sujet.

## Historique

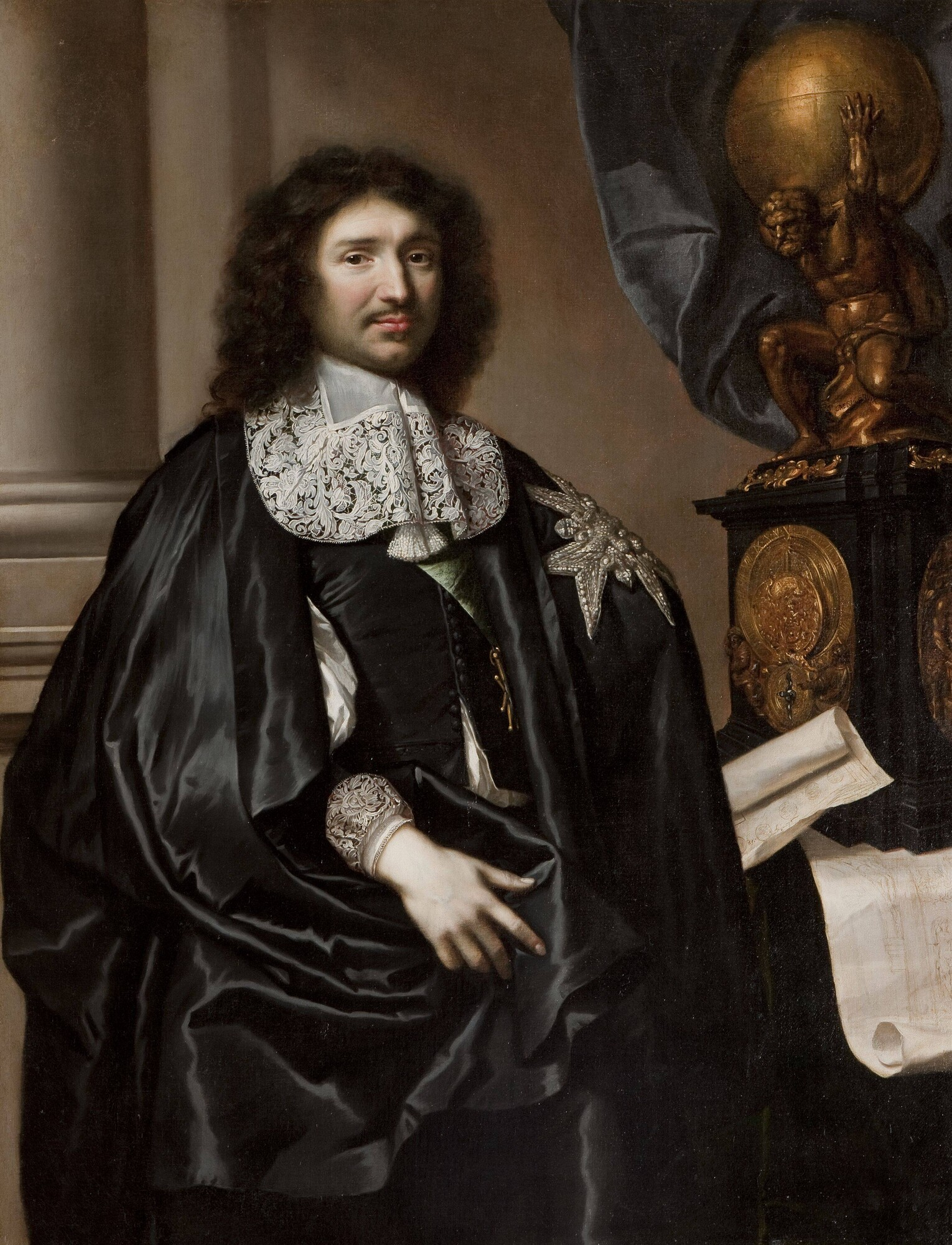
Jean-Baptiste Colbert (1619-1683) en grande tenue.

Quand Mazarin meurt, en 1661, les guerres et les luttes internes ont mis l'économie de la France en ruine. Le Roi, sur le conseil de Mazarin, prend Colbert comme Intendant des Finances. « Richelieu […] avait décidé de faire de la France une puissance maritime, ce qu’elle n’était pas jusque-là. Les vicissitudes des temps n’avaient pas permis de réaliser cette grande ambition, et la marine de guerre française restait embryonnaire, faible face à celles d’Angleterre et des Pays-Bas. Lorsque Louis XIV parvient au pouvoir, assisté de Colbert, cette ambition est reprise, avec pour objectif de s’opposer aux Hollandais ».
Dans un discours prononcé le 3 août 1664, Colbert dénonce les causes de la ruine du commerce en France, en accusant ouvertement les Hollandais, qui contrôlent tout, jusqu’et y compris les échanges entre les ports français. Les hollandais protègent leur commerce avec leur propre armée, constituée de 10 à 12 000 hommes de troupe et de 40 à 50 vaisseaux de guerre, ils sont les maîtres incontestés du commerce sur toutes les mers du globe.
Colbert voit dans le rétablissement de l’indépendance commerciale le salut de l’économie nationale. Et pour assurer cette indépendance, il faut au pays une force navale apte à défendre son commerce, et réduire la suprématie hollandaise. L’Académie Royale des Sciences, qu’il a bâtie, est mise à contribution pour publier un atlas décrivant dans le détail chaque étape de la construction d'un bateau. L’Académie applique pour la première fois les connaissances mathématiques dans la conception des coques et des gréements des navires.
Le projet est grandiose mais simple : industrialiser la production des matières premières nécessaires, par la gestion scientifique des forêts et le développement des voies de transport, industrialiser la production des navires, industrialiser la fabrication des cordages et des pièces de fonderie… À sa nomination comme ministre, la flotte française se résume à une vingtaine de vaisseaux de guerre âgés en état de naviguer, de 16 à 56 canons, dont seulement 9 vaisseaux de ligne. La marine anglaise compte 157 vaisseaux de tous tonnages (dont 74 sont des vaisseaux importants, embarquant de 30 à 100 canons), soit un rapport de 1 à 8 avec la marine française. 15 ans plus tard, l'État français dispose de 196 vaisseaux, sans compter les galères, et en 1677, il compte 300 navires, et les meilleurs arsenaux au monde : Toulon, Rochefort et Brest en premier lieu, assistés des ports de Dunkerque, du Havre, de Calais et de Boulogne. En une quinzaine d’années, la France, qui n’a pas à proprement parler d’histoire maritime, est devenue la première puissance maritime mondiale, et ses modèles de vaisseaux, notamment le vaisseau de 74 canons construit ultérieurement sur la base des plans établis par Jacques-Noël Sané (1740-1831), sont devenus si remarquables qu’ils seront progressivement copiés par toutes les autres puissances maritimes, à commencer par les Anglais et les Hollandais.
La construction des navires n’est plus un travail approximatif et artisanal, nombre de vaisseaux construits font l’objet sur ordre de Colbert d’une réalisation très précise d’un modèle préalable à l’échelle du 1/12e jusqu’au 1/48e selon le navire concerné, permettant de visualiser ce que sera le futur vaisseau: « L’intention du Roy est qu’il soit fait en chaque arsenal des modèles en petit d’un vaisseau de chacun des cinq rangs dans lesquels les mesures sont réduites au 1/12e ou au 1/20e de toutes leurs proportions et mesures. »
Ces modèles étant construits à l'origine dans et pour les arsenaux royaux, le terme « modélisme d'arsenal » est resté.
On notera toutefois pour être honnête que Colbert n'est pas l'inventeur du modèle d'arsenal. Phineas Pett (en) (1570-1647) se voit commander en 1603 un modèle réduit d'un galion pour le prince Harry, fils aîné de James Ier. Il en a ultérieurement construit de nombreux autres pour la famille royale britannique.

## Modélisme moderne
Si certains modèles de Colbert ou de ses successeurs sont soigneusement conservés dans les musées nationaux, il n’en est pas de même des techniques de construction. Le savoir se perd progressivement, jusqu’à être quasiment oublié.
Quelques très rares passionnés continuent pourtant à construire des modèles en bois, à partir d’informations de plus en plus approximatives.

### Les kits

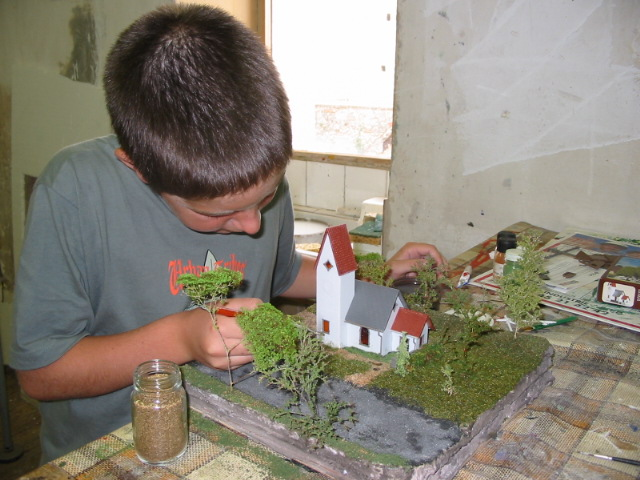
Quand la passion du modèle réduit vous prend... et elle peut souvent prendre dès le jeune âge.

Après la Seconde Guerre mondiale, le plastique se répand, la société Airfix, entreprise de moulage, a l’idée de créer un modèle plastique en kit à construire. Son premier modèle est un tracteur Ferguson. Face au succès de ce nouveau type de produit, elle commence à produire des bateaux et des avions. C'est un énorme succès qui fait naître immédiatement la concurrence, ainsi que le marché du modélisme.
Mais les modèles restent relativement simples, et peu conformes de par la matière employée à la beauté des vaisseaux d’antan. Certains fabricants mettent sur le marché des boites de kit contenant les pièces prédécoupées en bois. Pour des raisons économiques et techniques, ces kits en bois utilisent des matières de basse qualité, les découpes, même au laser, restent approximatives, l’échelle des pièces est souvent disproportionnée, la conformité du modèle lui-même avec la réalité est plus que douteuse. Ces modèles sont assez rapides à monter, mais la qualité n’est pas au rendez-vous.

### Le kit-bashing
Les amateurs de modélisme, tout en travaillant sur une base de kits, se lancent dans l’amélioration des kits commerciaux. Le modéliste modifie le contenu du modèle fourni, en fabriquant à nouveau certaines pièces, en y ajoutant d'autres, en complétant et en précisant le niveau de finition du modèle grâce à des informations recueillies par ailleurs, tels que les plans disponibles auprès du Musée de la marine.

### Le scratch ou construction sur plan
À force d’utiliser des plans pour améliorer le modèle, la recherche permanente de qualité amène le modéliste passionné à franchir le pas, et il se met alors à faire des modèles en scratch (littéralement: à partir de rien). Il suffit pour débuter de se procurer un plan du modèle, ou mieux une monographie du navire à construire, des planchettes de bois de différentes épaisseurs, un couteau à lame rétractable, une scie à chantourner manuelle, quelques limes aiguille et du papier de verre. Avec l'expérience, l'acquisition de machines électriques permet de sophistiquer le travail.

## Modélisme d’arsenal

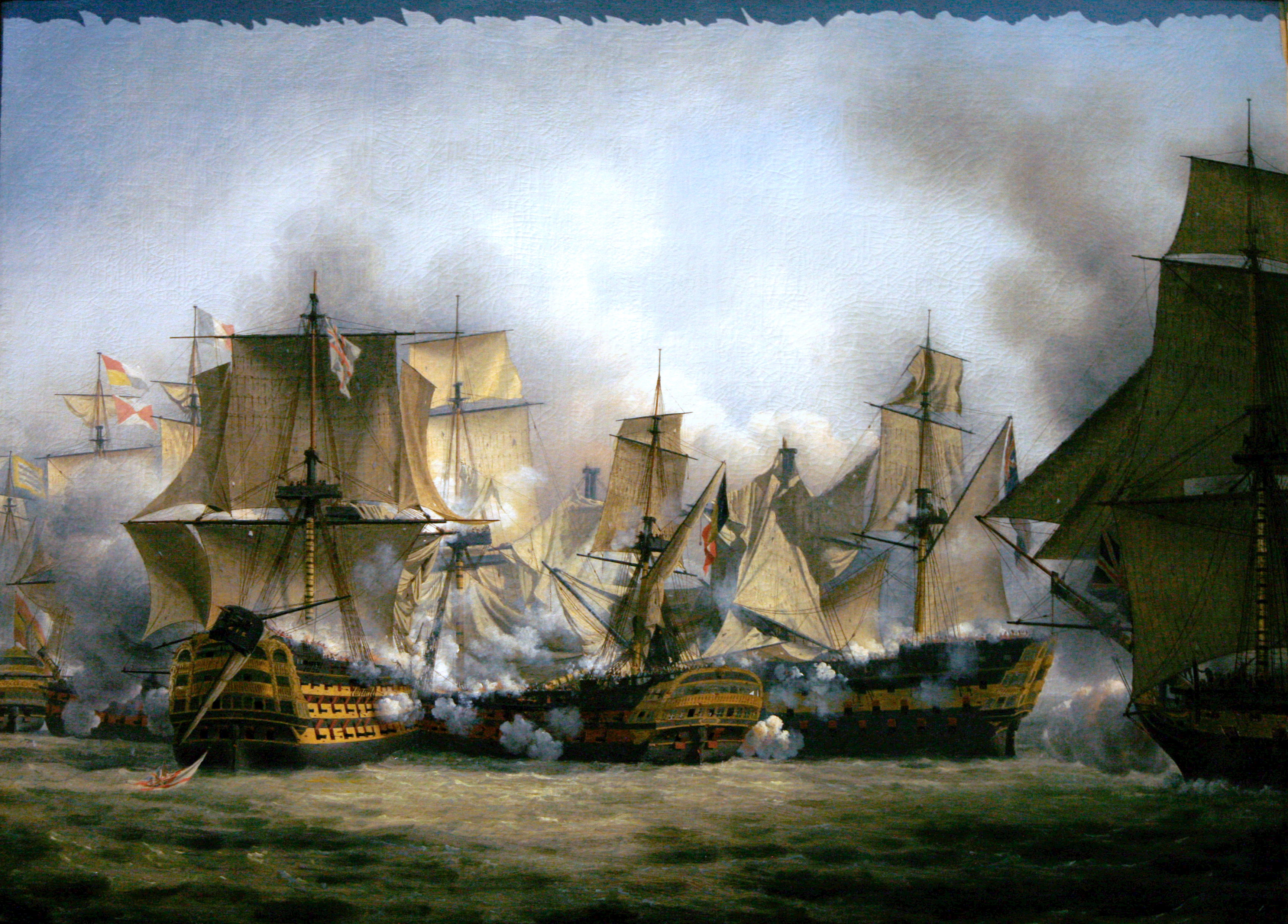
Le Redoutable (un 74 canons, au centre), aux prises avec les (98 canons, à gauche) et (104 canons, à droite) à Trafalgar, peint par Louis-Philippe Crépin en 1807.

Jusqu'au milieu des années 1970, par manque de documentation ou de connaissances, les rares modélistes construisant des bateaux de guerre à voiles en bois produisent des modèles assez approximatifs. Ils basent leurs travaux sur des plans simplifiés, les coques sont en bois ordinaire, parfois taillées dans la masse, seul l’aspect final est pris en compte, et ces bateaux comportent de multiples anomalies techniques et historiques sans parler des détails hors d'échelle.
Bref, ces modèles peu précis arrivent à peine à nous rappeler la prestigieuse marine de notre passé. Il est bien difficile à l'époque de trouver les informations nécessaires pour améliorer ces travaux. Hormis les modèles présents dans les musées, la documentation est quasiment inexistante. Quelques ouvrages anciens traitent des techniques de construction, les rares exemplaires disponibles sont oubliés ou jalousement gardés à l’abri de la connaissance du grand public. Les archives dorment sous une épaisse chape de poussières.

## Renaissance du modélisme d'arsenal

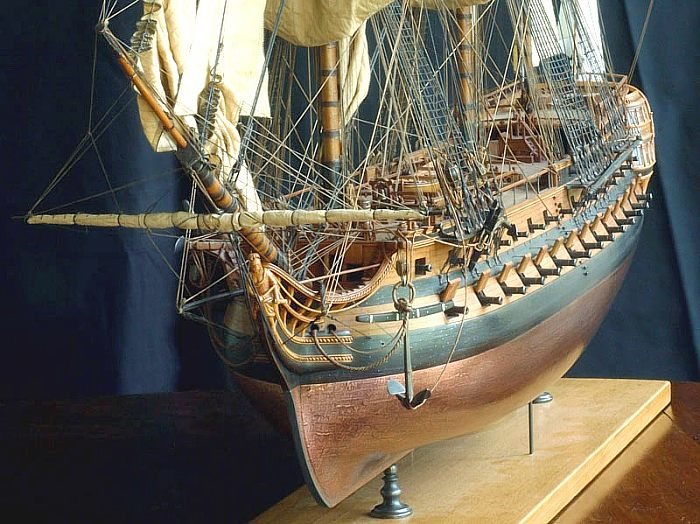
Vaisseau de 74 canons - 1780
par Jacques Fichant.

Mais grâce aux recherches que Jean Boudriot poursuit durant plus de 20 ans, et à l'édition de son monumental ouvrage « Le vaisseau de 74 canons », on assiste à cette époque à la renaissance du modélisme naval tel qu'il était pratiqué dans les arsenaux royaux au cours des XVIIe et XVIIIe siècles. Appelée modélisme d'arsenal, cette activité, initiée par Colbert et enfin retrouvée, est basée sur une reconstitution exacte du navire, tant pour sa charpente que pour ses aménagements intérieurs et ses équipements.
Les modélistes construisant dans l'esprit du modélisme d'arsenal fondent leurs travaux sur les recherches approfondies effectuées par quelques érudits pour lesquels l'architecture et l'équipement des grands vaisseaux en bois sont un sujet inépuisable. Ces études sont rassemblées dans d'exhaustives monographies où le modéliste n'a qu'à puiser pour découvrir les plans complets d’un navire et non plus d'un modèle, son historique ou simplement le petit détail qui manque.
À la suite de l’œuvre théorique de Jean Boudriot fondant le renouveau de cette activité, quelques rares spécialistes comme Gérard Delacroix passent, à l’aide des outils modernes de dessin, à la mise en pratique, c’est-à-dire à la publication de monographies complètes, précisant dans leurs moindres détails les techniques de construction.

### Développement international
L’école française se développe naturellement à la suite des travaux de Jean Boudriot puis de Gérard Delacroix, les membres de l’Association des Amis du Musée de la Marine n’étant pas le dernier soutien de ce renouveau du modèle historique.
La qualité du travail d’études réalisé sur la marine française par les initiateurs de ce renouveau franchit les frontières, et l’on voit se distinguer certaines autres écoles, comme l’école belge, qui joignent à la qualité des réalisations une touche personnelle dans l’esthétique des produits finis. Le modélisme d’arsenal se répand dans tous les pays du monde, et des artistes d’exception se font remarquer par leurs œuvres. Chacun peut admirer le travail des allemands comme des américains, de leurs voisins canadiens, ou encore d'italiens, de russes, d’estoniens et de japonais,, sans oublier l’efficacité discrète des chinois.

## Activité de modélisme d’arsenal

### Principes généraux

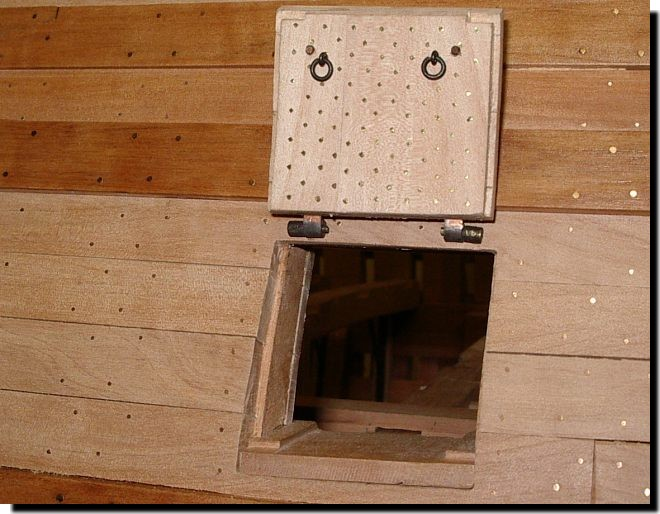
Le Fleuron - Détails de construction - Mantelet de sabord
par Jacques Maillère.

Le modèle doit être la réplique exacte du navire original, sans simplification. Il est nécessaire de respecter les particularités de l'époque aussi bien pour la conception de la coque que pour la réalisation de l'artillerie, l'installation du gréement ou le rendu des sculptures.
Il va sans dire que les éléments de construction issus du commerce sont systématiquement écartés, étant préfabriqués, ils ne sont jamais satisfaisants sur les plans dimensionnels ou historiques. De même, les techniques d'imitation, de trompe-l'œil ou d'à peu près sont ici impérativement bannies.
Les modèles conservés dans les Musées nationaux de la Marine, sont les exemples indiscutables qui servent de base et de référence à la réalisation de ces pièces de qualité. L'aspect esthétique est tout aussi recherché, en employant des matières nobles, des bois précieux, des fibres naturelles pour le gréement et du laiton voire parfois de l'argent pour les pièces métalliques.
En appliquant cette rigueur, la construction d'un grand trois-ponts du XVIIIe siècle demande bien sûr plusieurs années mais on peut pareillement réaliser un navire plus petit ou plus simple, ou une « tranche de navire », qui demandent beaucoup moins de temps. Le plaisir est tout aussi intense que la satisfaction d'avoir créé un objet magnifique dont la fiabilité technique et historique est remarquable.
Le modélisme d'arsenal est pratiqué par des amateurs passionnés, la diversité et la richesse des tâches qu'ils ont à effectuer avant d'obtenir une pièce de qualité sont très motivantes. Il leur faut être tour à tour charpentier, forgeron, cordier, voilier ou sculpteur. Dans ce domaine, la réflexion et la recherche prennent beaucoup de temps, certains vous diront même qu'une pièce bien réfléchie est déjà quasiment terminée. Beaucoup de ces modèles, par la recherche qu'ils ont demandée, l'application particulièrement rigoureuse fournie pour leur réalisation et la beauté du résultat obtenu, sont souvent comparés aux chefs-d'œuvre des Compagnons du Devoir. C'est une des plus belles reconnaissances pour cette activité qui, pour certains, pourrait être assimilée à un Art.

### Caractéristiques attendues du modèle d’arsenal

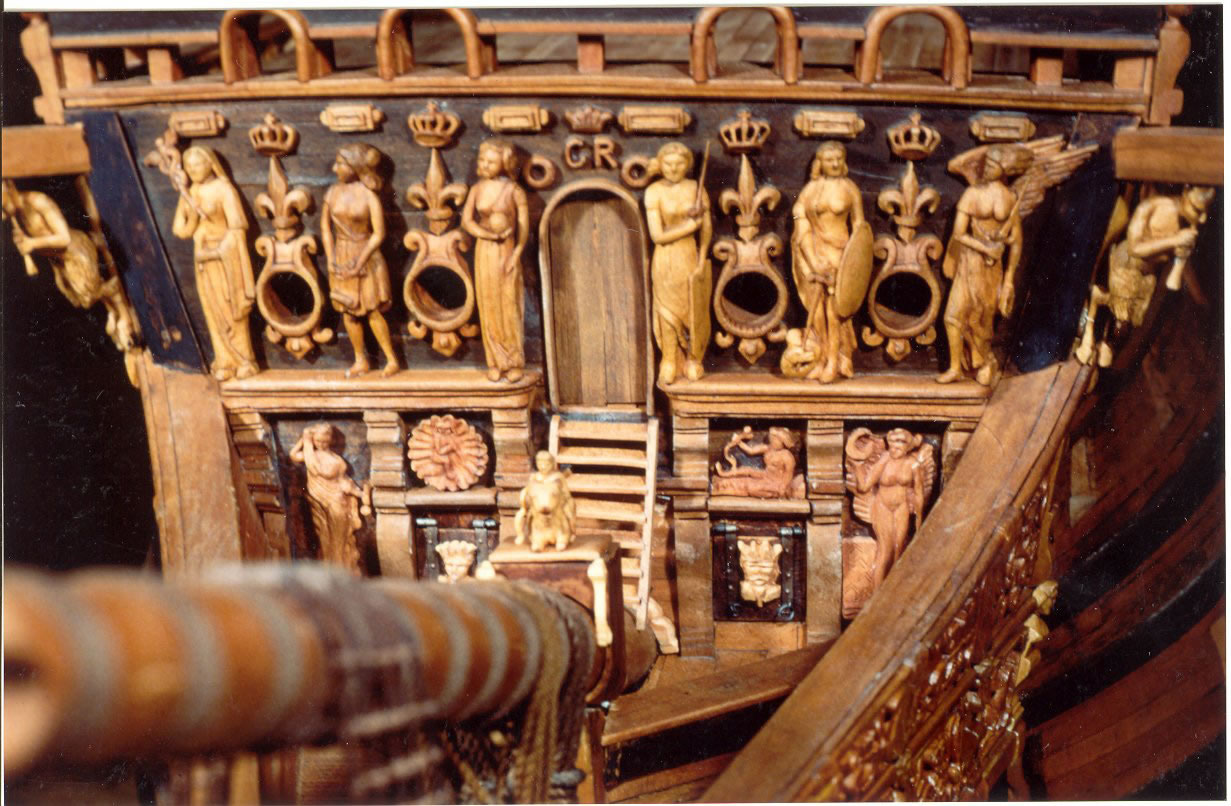
Royal Sovereign - Fronteau de coltis bâbord - par Arthur Molle.

La définition ci-dessous a été donnée par Arthur Molle.
La meilleure des références de ce modélisme est assurément le modèle d’un 74 canons, construit par Augustin Pic et conservé au Palais de Chaillot à Paris. Bien que non gréé, ce modèle est un des meilleurs exemples d’une démonstration savante de la construction navale de l’époque réalisé avec un soin particulier, mais aussi avec un goût très rare.
Citons aussi le modèle de l’ARTESIEN, vaisseau de 64 canons, remarquable tant pour la coque et l’accastillage, que pour le gréement.
Ceci vaut bien sûr pour la manière, étant entendu que ces références font abstraction d’une évolution chronologique indispensablement respectable. Ces références n’impliquent pas l’obligation de traiter un modèle dans son entier, les études approfondies et détaillées démontrant savamment l’assemblage de pièces de charpente, constituant des parties complexes du bâtiment, sont souhaitables.
Ceci s’applique au fonctionnement mécanique des parties mobiles, qui jouent un rôle dans la manœuvre du vaisseau (cabestan, gouvernail, pompes, jeu de mâts supérieurs, etc.) cette notion n’étant pas restrictive.
Quelle que soit la pièce présentée, il importe qu’elle le soit de manière que le détail ne soit pas éludé, tout en admettant qu’il soit simplement évoqué, avec toute l’exactitude désirée.
Il s’agit donc de choisir en fonction des pièces étudiées, une échelle appropriée en facilitant l’examen. La miniaturisation à outrance regardée comme une fin en soi est à proscrire.
Ceci nous amène à admettre certaines conventions. Convention par exemple au niveau des peintures. Il va sans dire, que les vaisseaux de l’ancien régime recevaient la protection d’enduit, de goudron et de peintures diverses. Il appartiendra au modéliste de traiter son sujet de la façon la plus convenable, les modèles laissés en bois naturel conservant une nudité qui dévoile toute la finesse du travail d’ajustage, bien que cette manière de faire ne soit pas conforme à la réalité. Lorsqu’il sera fait usage de peintures, celles-ci, en l'absence d’autres indications vérifiables, feront référence à la palette de couleur, livrée par Jean Boudriot dans chacune de ses monographies, cet usage faisant appel de toute manière au bon goût et à l’harmonie. Dans le cas ou le modèle serait laissé en bois naturel, il peut être recouru à différentes essences, de manière à faire apparaître certaines pièces fondamentales ou simplement l’opposition entre le chêne et le sapin. Le modéliste veillera toutefois à ce que ces oppositions restent subtiles et harmonieuses, proscrivant de toute manière, les essences présentant des fibres ou une fleur disproportionnées par rapport à l’échelle. Il faut éviter certains bois nobles, en échange de bois fruitiers tel que le noyer, le poirier, le cerisier, ou encore le pommier et le prunier. Le tilleul, quoique étranger à cette classification, s’indique lui aussi pour ses qualités.
Ces remarques s’adressent également à la mâture, quant au choix des essences et l’adoption ou non de la peinture, tout en veillant toutefois à ce que l’aspect du gréement et de la voilure soit bien le reflet de la réalité.
Ce genre de convention s’applique aussi à la présentation de l’artillerie, généralement toute de fer au XVIIIe siècle, mais également de bronze au XVIIe siècle. Cette artillerie pourra être en bronze naturel, cette teinte s’accordant avec bonheur aux couleurs chaudes des boiseries apparentes, mais le recours aux patines donnant le meilleur aspect du bronze oxydé ou de fer peint de noir seront accueillies avec satisfaction. Ceci vaut pour les innombrables éléments métalliques, qui parsèment le vaisseau tout en se gardant bien de donner un aspect trop clinquant.

### Matériaux employés

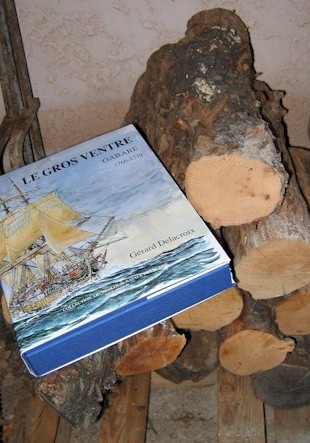
Stock de poirier et monographie.

Le matériau de base est le bois. Mais ce bois doit présenter un certain nombre de caractéristiques le rendant propre à produire un modèle de qualité. Ses fibres doivent être suffisamment fines pour donner une apparence conforme à la réalité, en tenant compte de l’échelle. Il doit être résistant, stable dans le temps, ne pas se déformer, mais aussi être facile à travailler jusque dans les détails les plus fins.
Les bois de fruitier, ayant une pousse lente, sont parmi les plus appréciés, avec une préférence marquée pour le poirier, qui cumule tous les avantages recherchés.
Le buis, à la fibre très dense et particulièrement fine, est très apprécié pour la fabrication de pièces très fines ainsi que pour tous les travaux de sculpture, en particulier les décors de proue et de poupe.
Un autre bois très dur, l’ébène, est aussi parfois utilisé pour certains éléments, malgré la difficulté à le travailler. Sa teinte particulière permet de mettre en valeur certaines pièces classiquement noires ou sombres, tout en évitant l’usage de la peinture.
Mais selon les disponibilités et la recherche esthétique du modéliste, d’autres bois sont également utilisables, en évitant de préférence les bois à fibre large, ou trop légers ou trop tachetés. On peut utiliser sans crainte notamment tous les fruitiers, tels que le pommier, le merisier, le citronnier... Les bordés et les ponts pourront être réalisés en hêtre, en mûrier ou en acacia, suivant les effets esthétiques recherchés, certaines pièces fines peuvent aussi être sculptées dans l'olivier. On trouve dans le commerce des fournisseurs de planchettes de bois de qualité, la lecture des forums dédiés permet de vite connaître les bonnes adresses qui vendent par correspondance ou sur internet.
Les pièces métalliques sont généralement fabriquées à partir de pièces de laiton, métal ductile et facile à travailler. Le laiton est au besoin noirci à l’aide de produits oxydants.
Les cordages, impossibles à trouver dans le commerce en qualité correcte et à la bonne échelle, sont fabriqués à partir de fil fin par le modéliste, selon les mêmes techniques, à l’échelle près, que celles employées dans les arsenaux d’époque.
Les voiles sont un problème majeur du modéliste, tant il est difficile de trouver une toile présentant une trame qui pourrait s’approcher de l’échelle du modèle construit. Selon les goûts du modéliste, il est fait usage de tissu de soie ou de coton très fin, teinté afin d’obtenir un résultat le plus proche possible de la réalité.

### Outillage

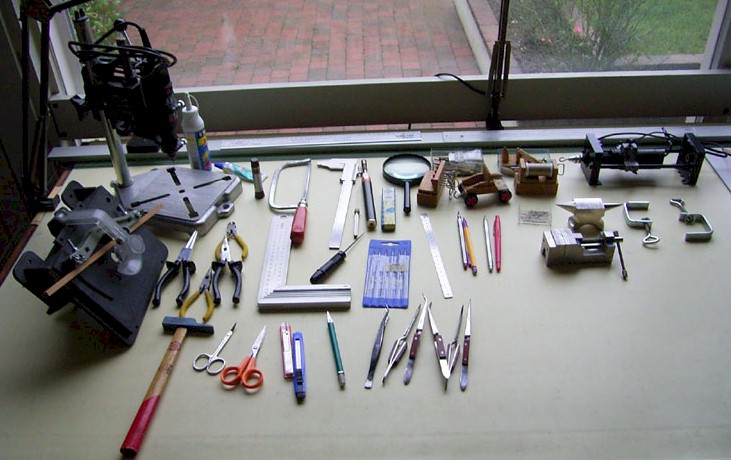
Exemple d'outillage suffisant pour débuter en modélisme.

C’est souvent la première question, car la première inquiétude de celui ou celle qui se lance dans le modélisme d’arsenal : « quelle fortune vais-je devoir investir dans un outillage sophistiqué ? ».
Que nenni ! Les modélistes de l’époque de Colbert ne possédaient ni tour électrique, ni fraiseuse à commande numérique, mais des lames d’acier affûtées sur une pierre et de la patience. Et on peut admirer la qualité de leurs réalisations dans les musées.
Il est souvent dit que les deux principaux outils du modéliste d’arsenal sont la patience et la persévérance. On pourrait y ajouter une dose d’huile de coude. Celui-ci s’aide ensuite de quelques outils tout simples, des ciseaux à bois, souvent fabriqués par le modéliste lui-même (car les outils qu’on se fabrique soi-même sont la plupart du temps les meilleurs et les plus adaptés), quelques limes fines, du papier de verre, une petite scie à chantourner manuelle. La modernité aidant, une mini perceuse électrique et ses fraises variées, mais puissante (il faut éviter les outils en 12 V qui chauffent trop vite) est un complément vite indispensable.
Ce n’est qu’avec le temps que le modéliste s’équipe progressivement avec des matériels plus sophistiqués. Et il est déconseillé au débutant de courir dans le magasin du coin pour s’encombrer de machines coûteuses qui ne serviront parfois quasiment jamais.
Les premiers investissements utiles, quand on a définitivement goûté à la drogue de cette activité, se rapportent souvent à des outils permettant de débiter soi-même son bois, à partir de rondins bruts ou de planches épaisses, car la matière première est aussi la dépense première, si elle est acquise dans le commerce sous forme de planchettes rabotées et poncées aux différentes épaisseurs nécessaires, même si leur coût reste très en deçà de celui d’un kit commercial. Il faut pour cela une scie circulaire et une raboteuse, outils qu’on trouve à des prix raisonnables dans tous les magasins de bricolage.
Avec l’expérience, et pour faciliter certaines opérations délicates, certains modélistes acquièrent progressivement d’autres équipements électriques, scie à chantourner, lapidaire et ponceuse à bande, mini fraiseuse ou tour permettant de façonner des canons. Mais nombre de modélistes considèrent ces machines comme n’étant pas indispensables à leur activité, le travail de la main et le coup d’œil restant le meilleur gage de qualité.

### Étapes de construction d’un modèle

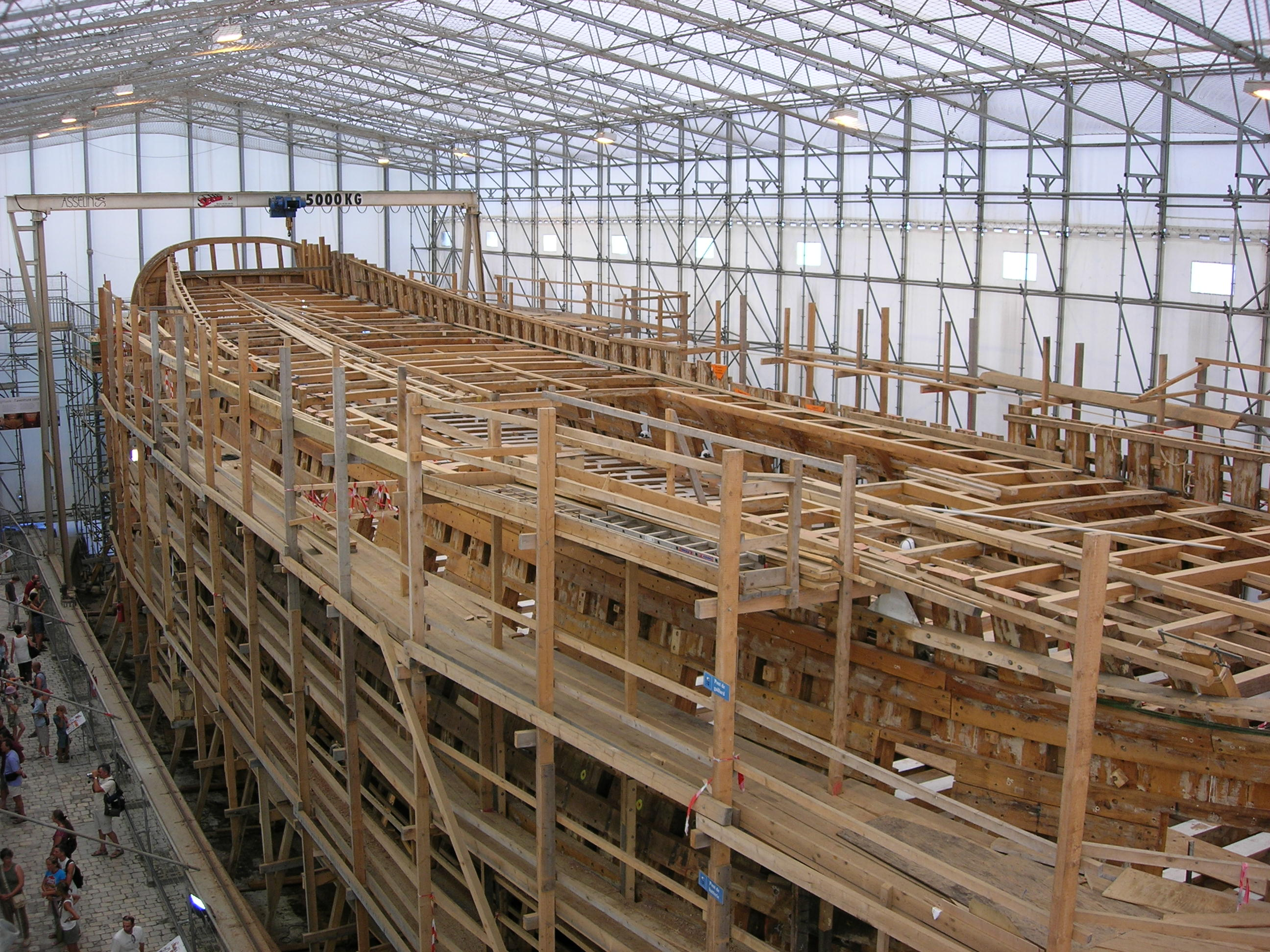
Reconstruction de lHermione à l'échelle 1.

La construction d’un voilier ancien comprend plusieurs étapes, communes à tous les modèles.
La première démarche consiste, soit à acquérir une monographie de qualité, soit, pour les plus courageux, à bâtir cette monographie à partir d’informations recueillies dans les musées et les archives maritimes.
Une fois la monographie disponible, et le stock de bois constitué, il faut d’abord construire la coque, composée de la quille, de la membrure et de son bordage. Puis l’équipement intérieur du navire doit être mis en place sur les différents ponts. L’accastillage est une partie délicate de la construction, mais elle procure beaucoup de plaisir dans la réussite de détails minuscules, comme la fabrication du mobilier et la mise en place de charnières fonctionnelles sur des portes de 1 à 2 cm de haut, ou encore la réalisation de poulies de quelques millimètres. Puis vient la création artistique, avec la sculpture des ornements et apparaux du navire. Enfin, étape non des moindres en temps consommé et en patience nécessaire, la mise en place du gréement, commençant par la fabrication indispensable des cordages de tous diamètres, de leur fourrage, et du pouliage (ensemble des poulies et autres équipements de conduite des manœuvres) nécessaire à leur mise en action, sans oublier les multiples espars de toutes formes et de toutes dimensions.

#### Charpente

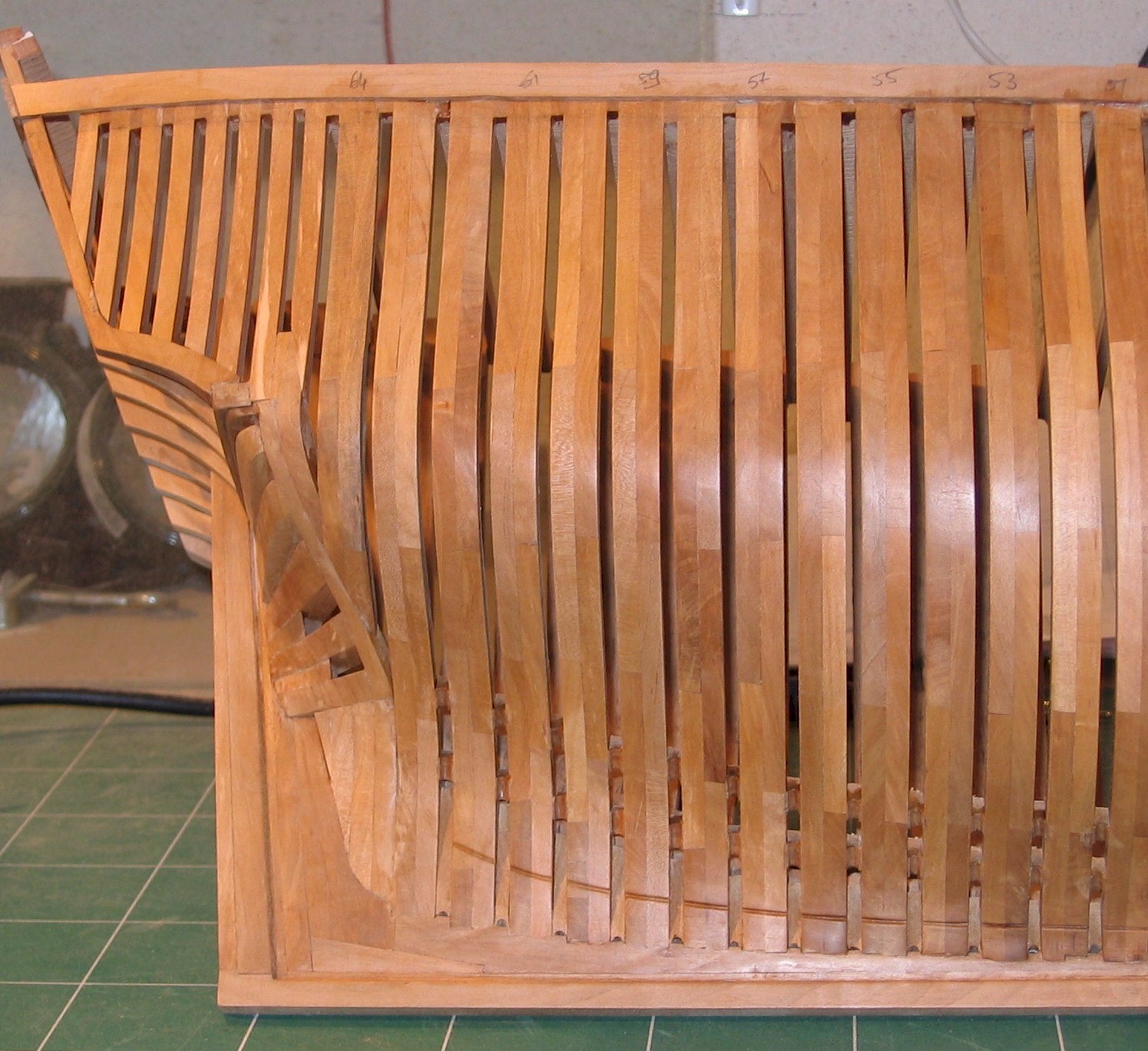
Charpente en cours de construction.

Avant toutes choses, le modéliste construit son « chantier », forme qui va permettre de monter les éléments de charpente en respectant la régularité du positionnement des nombreuses pièces la composant. Puis débute la construction, avec la création de la quille, terminée côté proue par le brion prolongé de l'étrave, et côté poupe par l'étambot. Cette colonne vertébrale du futur vaisseau se compose d’une vingtaine à une quarantaine de pièces.

Sur la quille repose une bonne soixantaine de couples. Chacun de ces couples comprend une paire de membres, et est composé de 12 à 15 pièces de bois tord. Le bois tord était classiquement taillé dans de vieux chênes bicentenaires ayant poussé de façon irrégulière, afin de disposer des pièces courbes nécessaires à la construction de la charpente. C’est une manie récente de l’homme que de vouloir des arbres au tronc rectiligne, et la construction de tels navires aujourd’hui relève de l’exploit, à cause de l’absence de bois tord dans les forêts. 

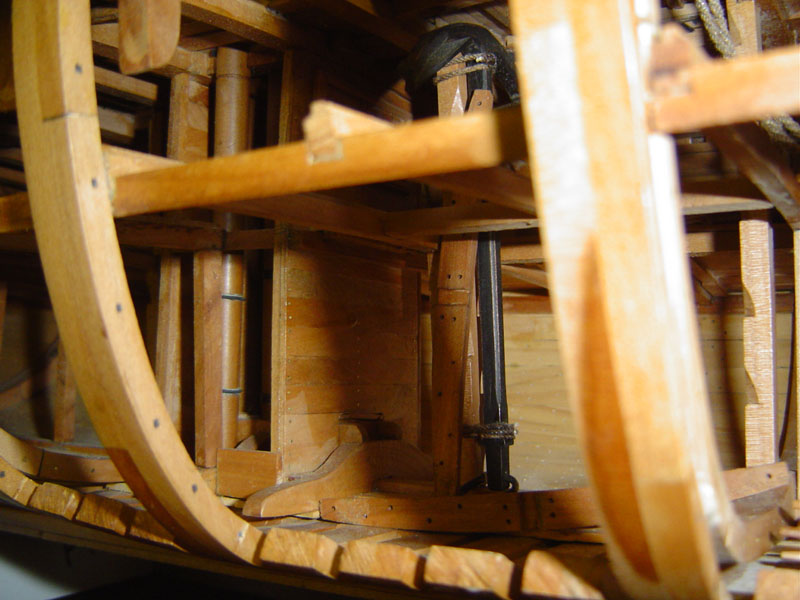
Charpente ouverte, vue de la soute centrale
par Jean-Paul B.

Pour le modéliste, la solution est plus simple, puisqu’il suffit de tailler dans la masse d’une pièce de bois suffisamment large. Mais la tâche reste importante, puisque pour la seule charpente non bordée du vaisseau, il en est déjà à environ 900 pièces de bois à tailler. Histoire de se simplifier la vie, le modéliste va représenter les goujons de fixation des éléments constitutifs des couples, soit de 35 à 40 fines tiges de laiton de 0,3 à 0,6 mm de diamètre, plantées dans des trous réalisés dans chacun des membres de la charpente. Le plus facile est fait. 

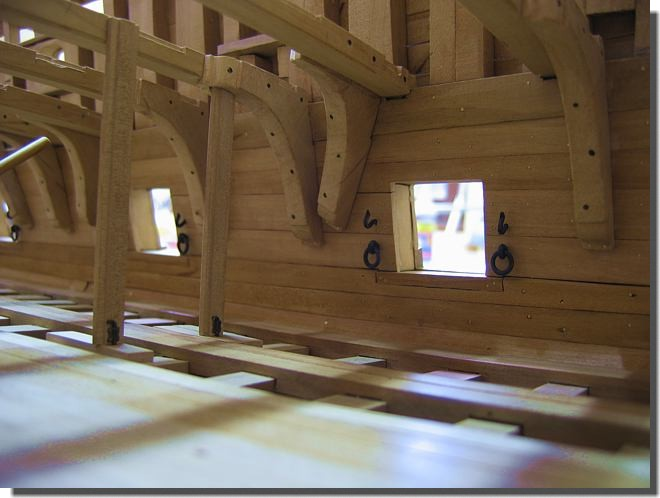
Le Fleuron - Détails de charpente
par Jacques Maillère.

Avant que la charpente ne soit finie, il reste encore à réaliser le boisage de la proue et de la poupe, deux parties de la charpente aux formes complexes, dont la construction est au moins aussi longue que tout ce qui a été réalisé auparavant, et avec une difficulté de réalisation nettement supérieure. Mais la difficulté réside plus dans le soin à apporter aux travaux et la patience devant l’avancée du travail, que dans la réalisation des pièces elles-mêmes. Tout le futur vaisseau repose sur la qualité de la charpente ainsi réalisée.
La charpente terminée, la forme du vaisseau apparaît, mais il est hors de question de la manipuler hors de son chantier, l’ensemble, étant solidarisé par la seule quille, se briserait immédiatement lors d’une manipulation à mains nues. Des renforts fixés sur l'extrémité haute des couples, prévus plus longs que nécessaire, permettent au besoin de renforcer l'ensemble.

#### Coque

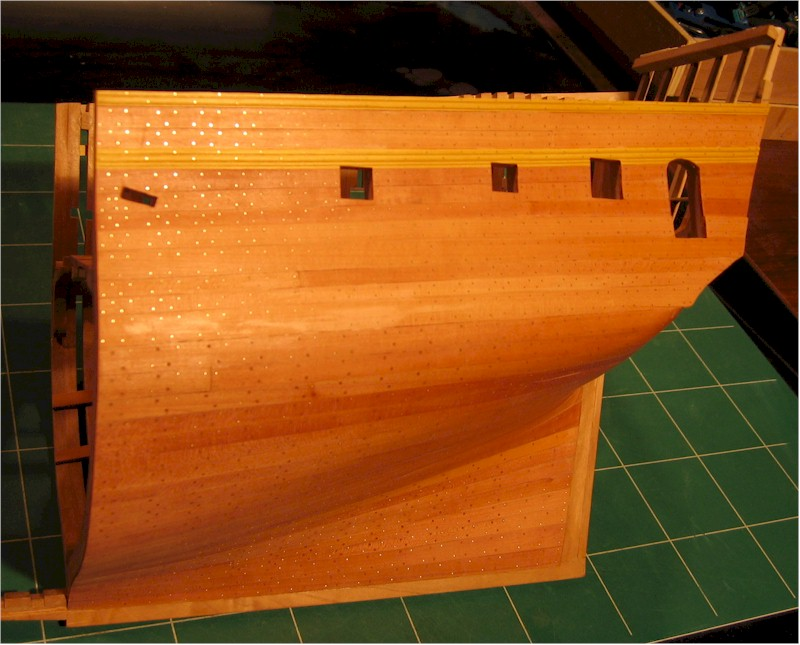
Le Gros Ventre, tranche arrière en cours de construction.

Le bordage de la coque va permettre de solidariser l’ensemble. Ce bordage est réalisé à l’aide de longues planches. Comme il n’y a pas d’arbres suffisamment grands, chaque virure est constituée de 5 à 8 planches de bordés mises bout à bout, selon le bois disponible. Sur certains vaisseaux, leur aboutement se fait par un écart particulier, par exemple en trait de Jupiter, afin de mieux les solidariser. Leur forme n’est pas exactement rectiligne, car les virures doivent épouser la forme compliquée de la coque dans sa coupe horizontale, entre l’étrave et l’étambot. Elles sont globalement plus fines aux extrémités qu’au fort de la coque, et suivent généralement un tracé légèrement en « S ».
La pose commence par les lisses et les préceintes, qui comme leur nom l’indique ceinturent le navire au niveau de sa plus grande largeur, en général à peu près au niveau du pont principal pour les préceintes, et vers le sommet des couples pour les lisses. Le ribord et le galbord terminent le bordage le long de la quille, encastré dans une râblure réalisée dans cette quille. La mise en place de ces premiers éléments rigidifient suffisamment la charpente pour qu’elle puisse maintenant être manipulée hors de son chantier et recevoir le bordage.
Lorsque le bordage est terminé, il reste à représenter sa fixation sur la charpente. Il n’y a pas à l’époque de colles, tout est fixé soit par tenons et mortaises pour les pièces supportant des contraintes, soit par clouage et chevillage. Les bordés sont fixés à raison de deux clous par membre, et dans les parties sous la ligne d’eau par un clou et une gournable (cheville en bois). L’ensemble représente de l’ordre de 10 000 clous ou gournables à représenter pour l’extérieur de la coque. Les clous de fer sont généralement réalisés à l'aide de fil fin de laiton, d'un diamètre allant de 0,3 à 0,8 mm de diamètre, dont l'extrémité poncée est noircie à l'aide de tourmaline.
Le bordage terminé, la même opération est réalisée pour le vaigrage intérieur de la coque. La charpente constitue désormais un ensemble monobloc totalement rigide.

#### Équipement intérieur

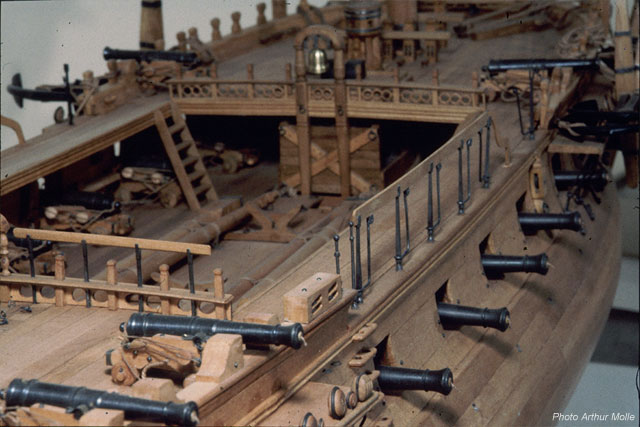
La Belle Poule - aménagements intérieurs
par Arthur Molle.

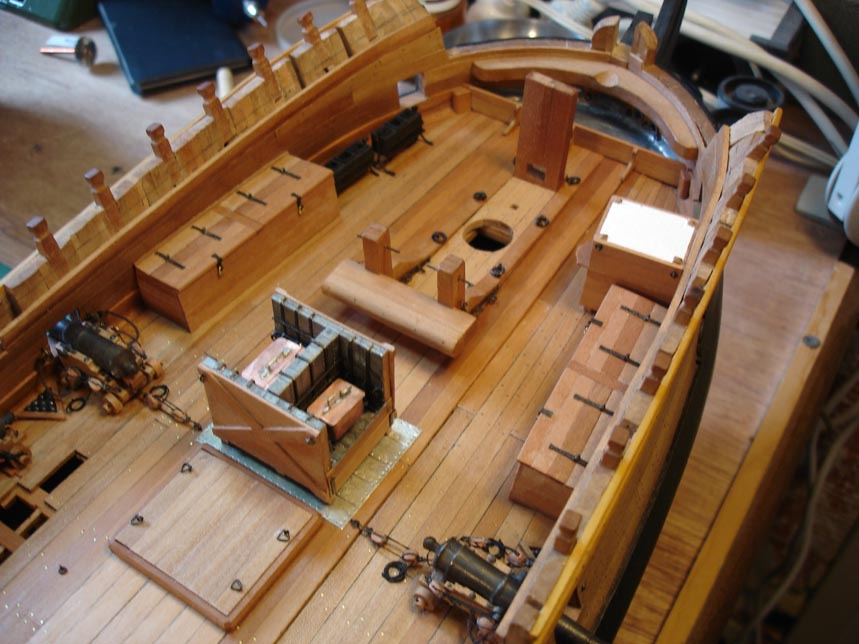
Le Gros Ventre, équipement de proue en cours de montage
par Marcel Collon.

À cette étape de la construction, le modéliste se trouve face à un choix difficile. S’il souhaite montrer les détails des équipements intérieurs, la présence de la coque entièrement bordée est un obstacle majeur. Dans la pratique, il est souvent choisi de ne border un des deux bords que partiellement, et lorsque la coque est terminée, des ouvertures sont parfois pratiquées dans la membrure de la charpente, qui laisseront apparaître les détails internes.
Les aménagements internes sont très variables d’un navire à l’autre, ils dépendent de la fonction du vaisseau et de sa dimension. De la chaloupe non pontée au 3 ponts armé en guerre, en passant par la gabare de transport, une grande diversité existe, qui permet au modéliste de varier ses choix de réalisation.
La principale difficulté dans la réalisation des équipements intérieurs tient à la miniaturisation des pièces, et dans les nombreux encastrements à effectuer entre les différents éléments de la charpente interne. L’ensemble fait appel à la minutie et au soin apporté par le modéliste à la mise en forme des éléments, une petite erreur de mise en place au départ s’amplifiant au fur et à mesure que le travail avance.

#### Sculpture

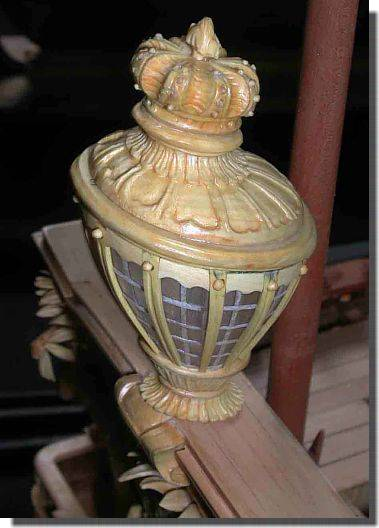
L'Ambitieux - Fanal central de poupe - Vaisseau à trois ponts de 1680 par Bernard Frölich.

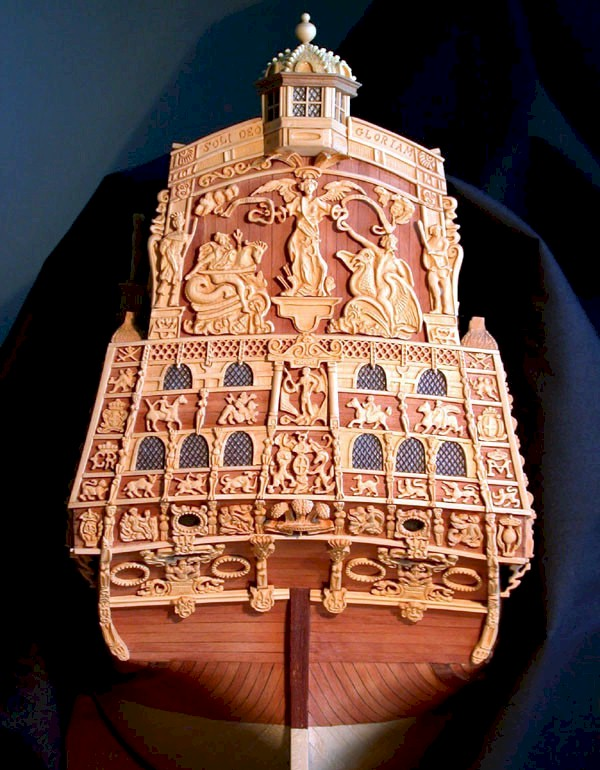
Tableau arrière du Sovereign of the Seas par Bill Short - Canada.

Les navires anciens avaient cette particularité d’être richement décorés, surtout pour les plus grands et les plus prestigieux d’entre eux. Les sculptures sont généralement principalement situées à la poupe et à la proue. C’est un long moment de plaisir pour le modéliste que de représenter à l’échelle ces ornementations, mais qui demande énormément de patience et de soin.
La figure de proue et les décors du tableau arrière en sont le passage obligé, mais on trouve souvent aussi des pièces sculptées tout le long du navire.
Le modéliste utilise pour cela des bois à la fibre fine, permettant des détails extrêmement fins. Le buis est généralement la matière de base, sa teinte naturelle dorée participant à la mise en valeur de ces sculptures.

#### Gréement

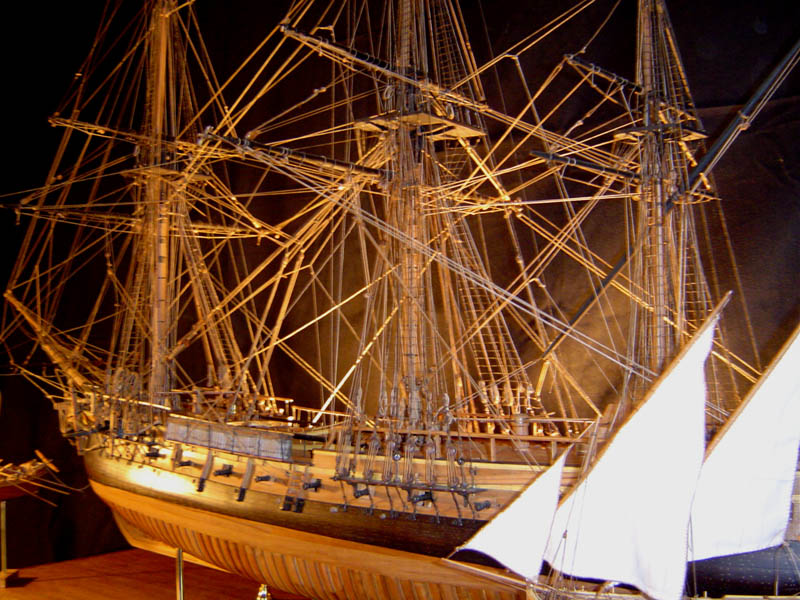
Gabare entièrement gréée
par Jean-Paul B.

Le gréement parachève la construction du modèle. Sa réalisation peut prendre autant de temps que celui qui a été nécessaire à la réalisation de la coque et de ses équipements.

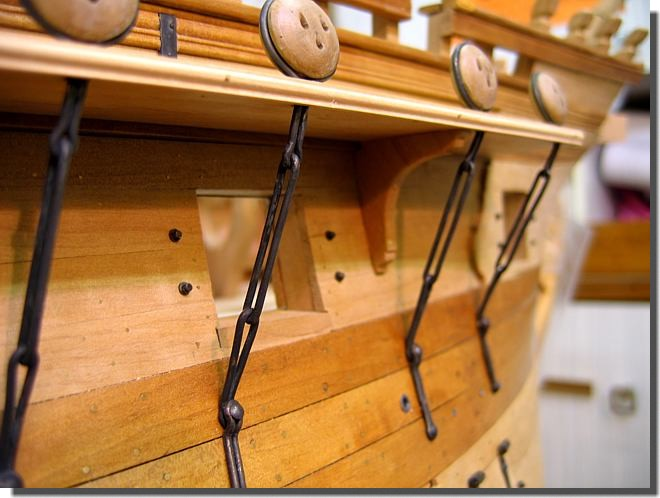
Le Fleuron - Porte-hauban
par Jacques Maillère.

Les mâts et autres espars, les innombrables poulies, sans oublier les cordages aux diamètres multiples, réclament beaucoup de patience dans leur fabrication et leur mise en place. Faute de trouver les composants dans le commerce, le modéliste se doit de tout fabriquer lui-même. Les cordages sont commis à partir de fil à gant ou autre fil fin, puis teints en couleur sombre rappelant l’enduit qui les protège des agressions de la mer, les minuscules poulies sont fabriquées une à une, certains poussant le détail jusqu’à les équiper de leur rouet monté sur un axe métallique. Les voiles sont découpées dans des tissus fins et équipées de leurs coutures de lés et de leurs manœuvres avant d’être mise en place. Nombre de modélistes se refusent à mettre des voiles, à cause du problème d’échelle de la trame. Certains pourtant arrivent à des résultats remarquables, moyennant un travail de haute précision dans la représentation des doubles coutures de lés.

#### Trucs et astuces

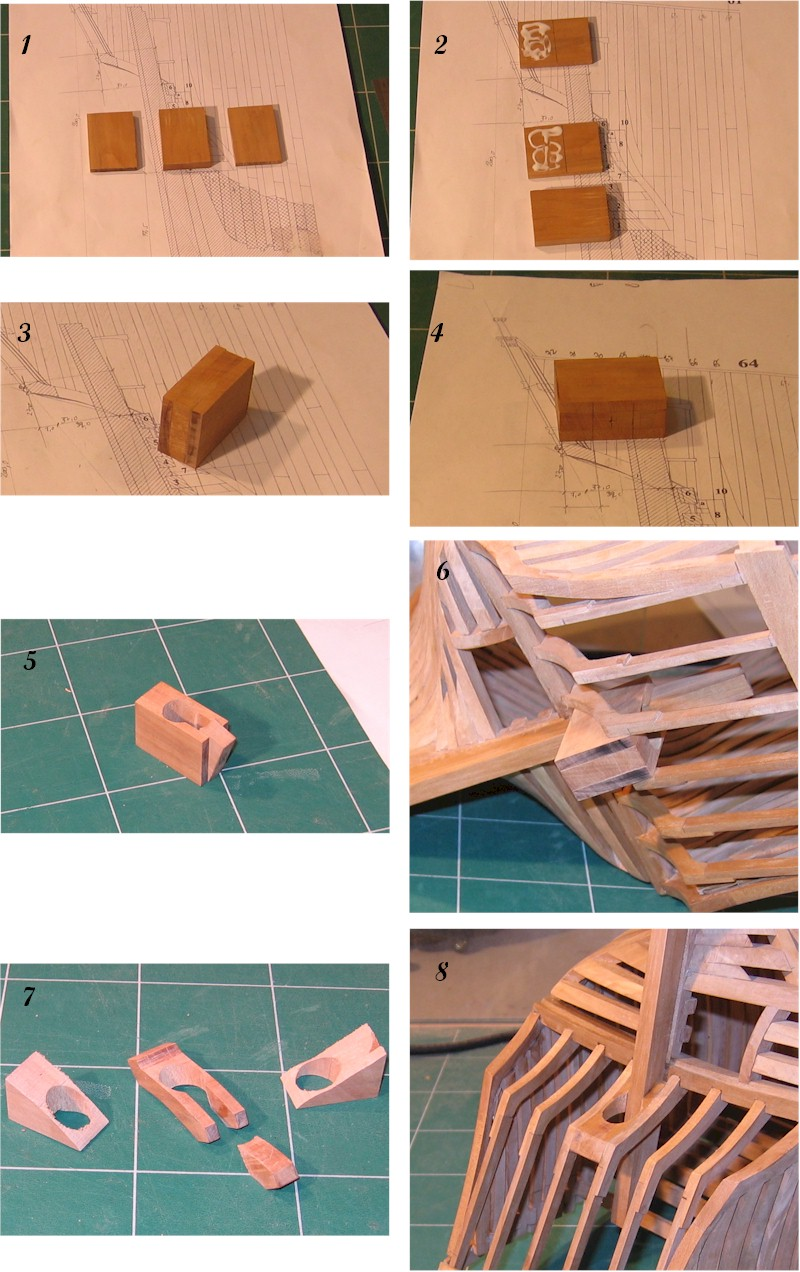
Exemple d'astuce de construction - passage de gouvernail.

Une interrogation récurrente des modélistes, surtout de ceux qui débutent, concerne les trucs et astuces des « anciens ». Depuis l’essor du modélisme d’arsenal, la mise en commun des techniques des uns et des autres, surtout grâce depuis peu à Internet et ses forums, ont permis progressivement de trouver des solutions simples à des problèmes apparemment complexes, qu’il s’agisse de mise en forme de pièces de bois, de travail du métal, de fabrication des cordages ou de simplification de certaines tâches répétitives.
S’il existe quelques ouvrages traitant de ces questions, la fréquentation d’une association de modélisme et la lecture des forums spécialisés restent les meilleures solutions pour trouver réponse à toutes ces interrogations, y compris parfois à des questions que le modéliste ne se pose même pas, persuadé qu’il n’y a pas d’alternative à ce qu’il pratique.
Admirer le travail de certains experts peut sembler frustrant au premier abord, et laisse parfois échapper un « je n'y arriverai jamais », mais la mise en pratique démontre que chacun peut obtenir des résultats excellents, avec des méthodes simples, pour peu que la volonté et la patience guident la main du modéliste.

#### Difficulté du modélisme d'arsenal
L'autre interrogation, qui se traduit souvent par une hésitation à se lancer dans cette activité, concerne la difficulté de réalisation. Comme il a déjà été indiqué, la réelle difficulté relève plus de l'aptitude à la patience et au soin mis à faire un modèle, qu'à de réelles difficultés techniques.
Sans aller jusqu'à dire que n'importe qui peut réaliser d'entrée un modèle de qualité, on peut considérer qu'un modéliste ayant réalisé quelques modèles bois en kit pourra sans grande difficulté se mettre au modélisme d'arsenal. L'outillage de départ nécessaire est faible, et l'investissement financier réduit, un modèle en charpente est plus économique qu'un kit, pour un résultat qualitatif sans comparaison possible avec les kits du commerce.
La difficulté majeure tient à la persévérance, un modèle simple tel qu'une chaloupe peut prendre quelques semaines, mais la construction complète d'un trois-ponts prendra plusieurs années. C'est entre autres pourquoi il est parfois choisi de ne réaliser qu'une tranche du navire : poupe, coupe centrale... L'important est de ne pas se lancer dans un modèle sans être en mesure de définir avec précision le temps qu'il sera nécessaire d'y consacrer pour aboutir, et la disponibilité du modéliste définira en grande partie le choix du modèle.
La fréquentation d'une association de modélistes et la participation aux forums dédiés permettront au candidat modéliste de mesurer l'intérêt et la richesse de cette activité. Le plus difficile, cela reste l'acquisition de sa première monographie.